# Charles Frederick Wiesenthal

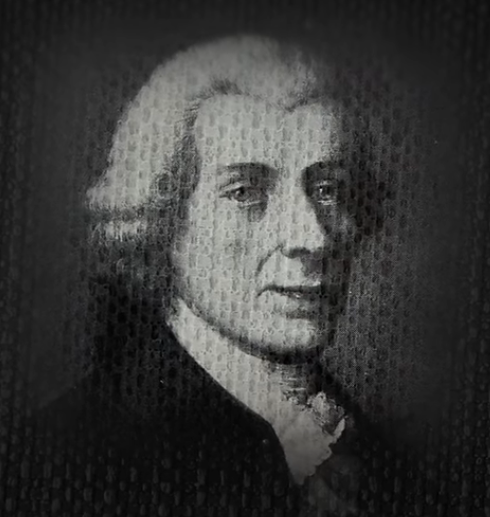
Portrait von Charles Fredrick Wiesenthal

Charles Frederick Wiesenthal, geboren als Karl Friedrich Wiesenthal (* 1726; † 1. Juni 1789), war ein aus Deutschland stammender Arzt und Erfinder.

## Leben
Wiesenthal wurde in der Mark  Brandenburg als Sohn des Barbiers und Chirurgen Johann Mattheus Wiesenthal aus Pasewalk in Pommern geboren, eine damals nicht ungewöhnliche Berufskombination. 1747 heiratete er Christina Regina Talcho, die Tochter eines Berliner Brauers. Sie hatten drei Töchter und einen Sohn (Andrew, * 1768).
In den frühen 1740er Jahren studierte er unter seinem Vater Anatomie und Chirurgie und assistierte den Mitarbeitern der Preußischen Militärchirurgie. Die Tatsache, dass er in Straßburg als Arzt registriert war, scheint seine Ausbildung und Qualifikation zu beweisen, auch wenn bisher wohl keine Aufzeichnungen über seinen medizinischen Abschluss gefunden wurden.
Im Jahr 1755 erhielt er das Patent für das erste bekannte mechanische Nähgerät, eine Vorstufe der Nähmaschine. Zum Zeitpunkt seiner Erfindung befand sich Wiesenthal noch in England. Für seine Erfindung einer Doppelspitznadel mit einem Auge an einem Ende erhielt er das britische Patent Nr. 701 (1755).
Von 1755 bis zu seinem Tod im Jahr 1789, lebte er in Baltimore, USA. Als Arzt erwarb er sich in seiner neuen Heimat einen guten Ruf: Im Jahr 1771 erfolgte die Einbürgerung. Er ließ sich in Baltimore ein Backsteinhaus und ein Büro errichten. Hinter seiner Residenz unterhielt er zusätzlich zu seiner Praxis eine „Schule“ für Medizin und Anatomie. Er glaubte schon früh an den Nutzen der Pockenimpfung und unterstützte die Arbeit von Dr. Henry Stevens, der ein Krankenhaus in Baltimore für „Impfungen im amerikanischen Stil“ gründete. Nebenbei setzte er sich auch sonst in außergewöhnlichem Maß für die zwischen 1755 und 1770 rasant gewachsene Stadt ein.
Besondere Verdienste erwarb er sich mit seinem Engagement für diverse Verbesserungen der medizinischen Truppenversorgung bei der Amerikanischen Revolution, die zur Loslösung der Dreizehn Kolonien vom Britischen Empire und zur Bildung der Vereinigten Staaten von Amerika führte. Während der Revolution übernahm er viele Aufgaben. Im Januar 1775 wurde er zum Mitglied des Beobachtungsausschusses von Baltimore ernannt und gegen Ende des Jahres zum Leiter der Herstellung von Salpeter für Baltimore County. Später wurde er Prüfer von Kandidaten für Stellen im medizinischen Dienst und medizinischer Zulieferer und am 2. März 1776 Chirurg des Ersten Maryland-Bataillons. Ihm unterlag die ärztliche Aufsicht über die Truppen von Maryland und der Marinesoldaten der Schiffsverteidigung.
Wiesenthal engagierte sich für die deutschstämmigen Einwanderer seiner Stadt und regte erfolgreich die Gründung der „German Society of Maryland“ an.

## Nachsatz
Im Jahr 1830 baute der Franzose Barthélemy Thimonnier die erste eigentliche Nähmaschine.